# Tomé-Açu (microregio)
Tomé-Açu is een van de 22 microregio's van de Braziliaanse deelstaat Pará. Zij ligt in de mesoregio Nordeste Paraense en grenst aan de microregio's Belém, Cametá, Castanhal, Guamá en Tucuruí. De microregio heeft een oppervlakte van ca. 23.704 km². In 2006 werd het inwoneraantal geschat op 255.936.
Vijf gemeenten behoren tot deze microregio:
- Acará
- Concórdia do Pará
- Moju
- Tailândia
- Tomé-Açu

Mesoregio's: Baixo Amazonas · Marajó · Metropolitana de Belém · Nordeste Paraense · Sudeste Paraense · Sudoeste Paraense

Microregio's: Almerim · Altamira · Arari · Belém · Bragantina · Cametá · Castanhal · Conceição do Araguaia · Furos de Breves · Guamá · Itaituba · Marabá · Óbidos · Paragominas · Parauapebas · Portel · Redenção · Salgado · Santarém · São Félix do Xingu · Tomé-Açu · Tucuruí